# Colletes hederae
Collète du lierre, Abeille du lierre
Espèce

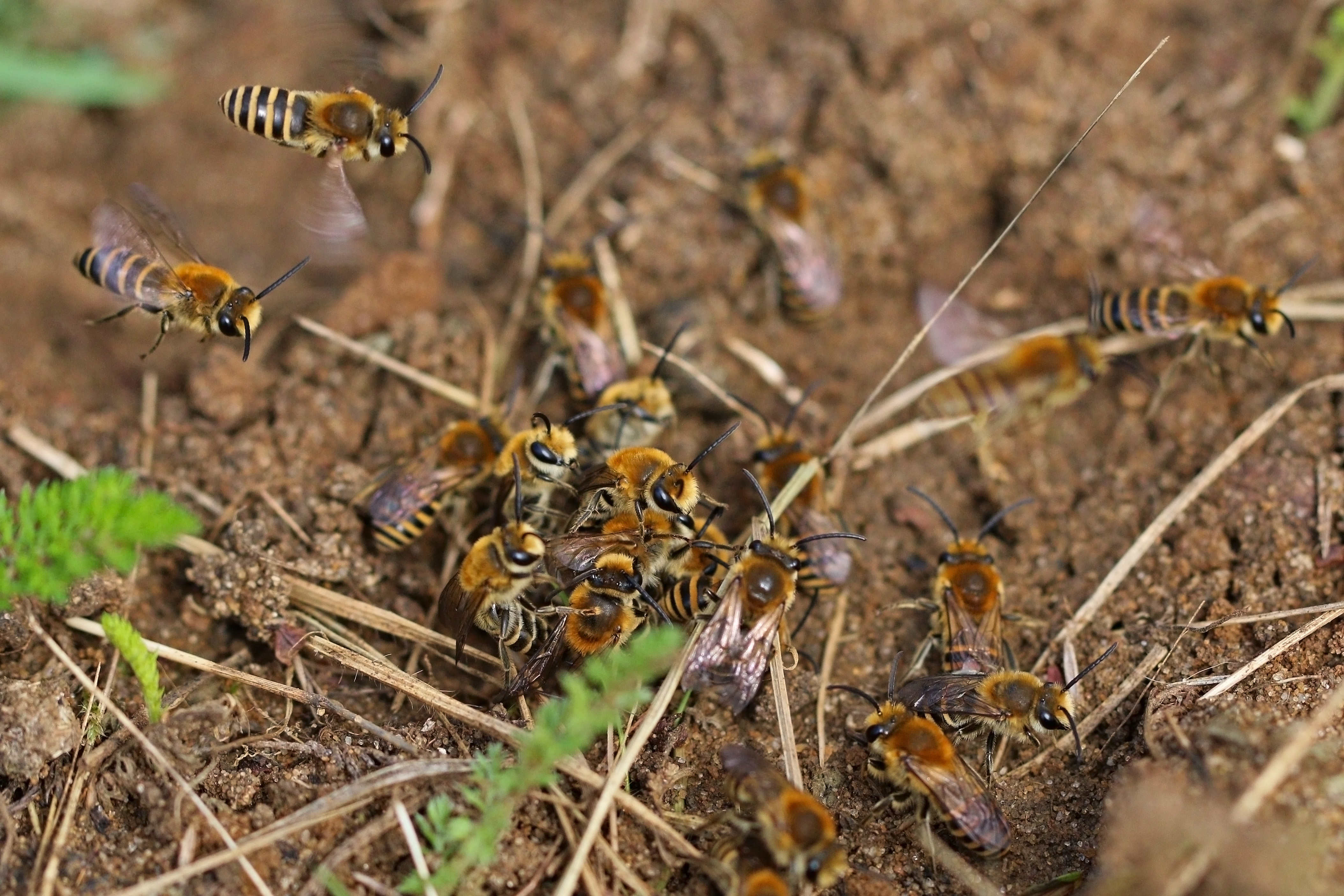
Grappe de mâles.

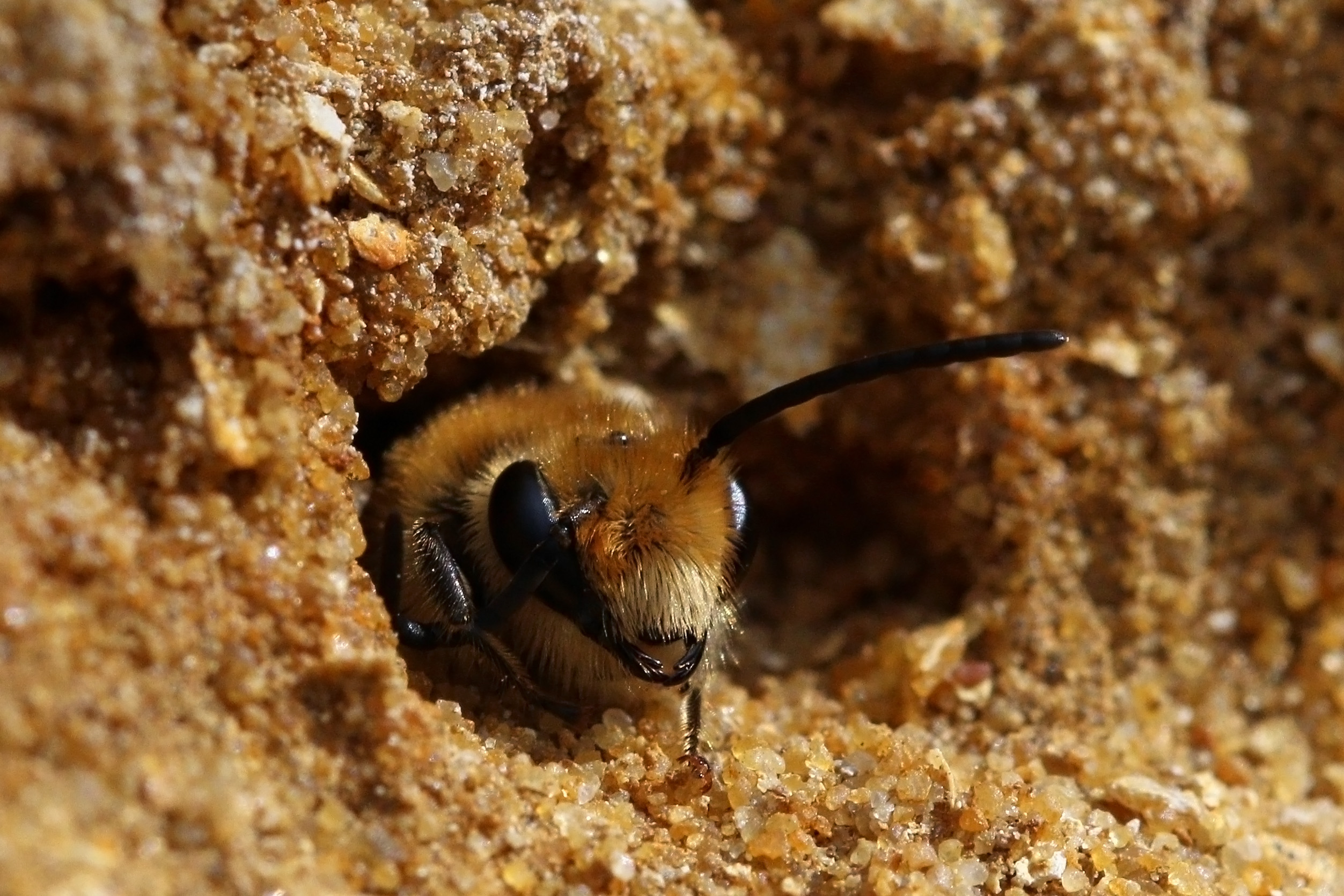
Un mâle montant la garde.

Colletes hederae, communément appelé la Collète du lierre ou encore Abeille du lierre, est une espèce d'abeilles de la famille des Colletidae, et de la sous-famille des Colletinae.

## Répartition
Ces abeilles sont connues en Autriche, Belgique, dans les Îles Anglo-Normandes, en Croatie, à Chypre, dans le Sud de l'Angleterre, en France, en Allemagne, en Grèce, en Italie, au Luxembourg, aux Pays-Bas, en Serbie, Slovénie, Espagne et en Suisse,. Mais leur répartition en Europe est encore mal connue.

## Systématique
Ces abeilles n'ont été décrites comme étant une espèce distincte qu'en 1993 par Konrad Schmidt et Paul Westrich (d). Auparavant, elles étaient confondues avec une autre espèce de Colletes, Colletes halophilus, morphologiquement très similaire.

## Description
Le thorax des adultes est couvert par un pelage orange-brun. Les femelles font en moyenne 13 mm de long, tandis que les mâles font environ 10 mm de long. L'Abeille du lierre ne possède pas de corbeille à pollen, comme l'Abeille domestique, mais ce sont de très longs poils présents sur ses pattes et munis de crochets, qui lui permettent de transporter le pollen.
Ce sont des abeilles solitaires. Elles ne vivent pas en colonies et ne passent pas l'hiver en tant qu'adultes, dont la durée de vie n'excède pas six semaines. Elles nichent dans les sols argilo-sableux, en particulier dans le lœss des collines et des falaises rocheuses. Comme beaucoup d'autres abeilles solitaires, elles peuvent souvent être trouvées en nidification dans des agrégats denses, atteignant parfois plusieurs dizaines de milliers de nids. Dans certaines parties de l'ouest de l'Europe, les imagos Colletes hederae transportent souvent des larves du coléoptère Stenoria analis sur leur thorax. Cette espèce cleptoparasite les nids et se nourrit de la jeune larve, du nectar et du pollen préparé par la femelle.
Le cycle de l'Abeille du lierre se synchronise sur celui du Lierre. L'adulte émerge au mois de septembre au début de sa floraison. Ses larves sont nourries uniquement à partir d'une bouillie de nectar et de pollen provenant du Lierre.

## Étymologie
Son nom spécifique, hederae, fait référence au genre Hedera, végétaux communément appelés « lierres ».

## Publication originale
- (de) Konrad Schmidt et Paul Westrich, « Colletes hederae n. sp., eine bisher unerkannte, auf Efeu (Hedera) spezialisierte Bienenart (Hymenoptera: Apoidea) », Entomologische Zeitschrift, Guben, Stuttgart et Francfort-sur-le-Main, Inconnu, vol. 103, no 6,‎ 15 mars 1993, p. 89-112 (ISSN 0013-8843, OCLC 1568040, lire en ligne).